# Дуговая штифтовая пайка
Дуговая штифтовая пайка (англ. pin brazing) - это простой технологический процесс металлургического присоединения электропроводящих медных кабелей к стальной поверхности.
Технология дуговой штифтовой пайки основана на применении специальных патронов для пайки, которые состоят из латунного цилиндрического тела на одном конце которого имеется капсуль, заполненный флюсом и серебросодержащий припой. Пайка осуществляется при помощи портативных аппаратов с использованием специального пистолета для пайки.
Процесс пайки осуществляется в 4 этапа:
1. Подготовка поверхности для пайки шлифованием для удаления любых загрязнений. Шлифовка осуществляется шлифовальными машинами с твердосплавными шарошками (фрезами) или шлифовальными камнями. Шлифовка осуществляется до блестящего металла с полным удалением загрязнений, ржавчины, следов масел и т.д.
2. Подготовка оборудования. Требуется подключить кабели пистолета для пайки к аппарату, подсоединить магнитное заземляющее устройство, установить в пистолет для пайки патрон и керамический изолятор. Припаиваемый кабель должен быть обжат кабельным наконечником.
3. Пайка. Пистолет для пайки прижимается к зачищенной поверхности и нажимается спусковая кнопка пистолета для пайки. При этом закорачивается электрическая цепь. Кончик патрона для пайки, прижатый к поверхности является точкой наибольшего сопротивления, что приводит к возбуждению электрической дуги. Дуга горит на протяжении 1-2 секунд, расплавляя флюс и припой до рабочей температуры. Затем электрическая цепь разрывается и основная часть патрона для пайки выдвигается вперед в ванну с расплавленным припоем, обеспечивая равномерное распределение припоя по краям кабельного наконечника и узком промежутке между кабельным наконечником и рабочей поверхностью.
4. Завершение процесса пайки. После окончания процесса пайки требуется несколько секунд для затвердевания припоя, после чего пистолет можно убирать. Выступающую часть патрона для пайки отбивают легким ударом молотка.

Процесс пайки можно осуществлять в любом пространственном положении. Имеются специальные виды патронов для пайки с резьбовой частью М8/М10/М12, а также патроны для пайки кабелей с малой площадью сечения 2,5/4/6 мм2.
Соединение получаемое при пайке характеризуется малым электрическим сопротивлением, высокой механической прочностью, коррозионностойкостью.
Данный технологический процесс применяется:
1. При катодной защите: установка на газо- или нефтепровод выводов ЭХЗ, электрических перемычек, жертвенных анодов, кабелей сравнения и т.д.
2. Железнодорожный транспорт: пайка рельсовых соединителей, электротяговых соединителей, электрические перемычки и т.п.
3. Заземление оборудования
4. Грозозащита
5. Судостроение: установка анодов для защиты корпусов судов.